# Tina Arena
Tina Arena (* 1. November 1967 in Melbourne), bürgerlich Filippina Lydia Arena, ist eine australische Sängerin und Songschreiberin, die im Laufe ihrer seit 1974 andauernden Karriere rund zehn Millionen Tonträger verkauft haben soll und damit zu den erfolgreichsten Künstlern des Landes gehört. Sie wurde im Jahr 2008 als erste Australierin zum Ritter des französischen Ordre national du Mérite ernannt.

## Karriere

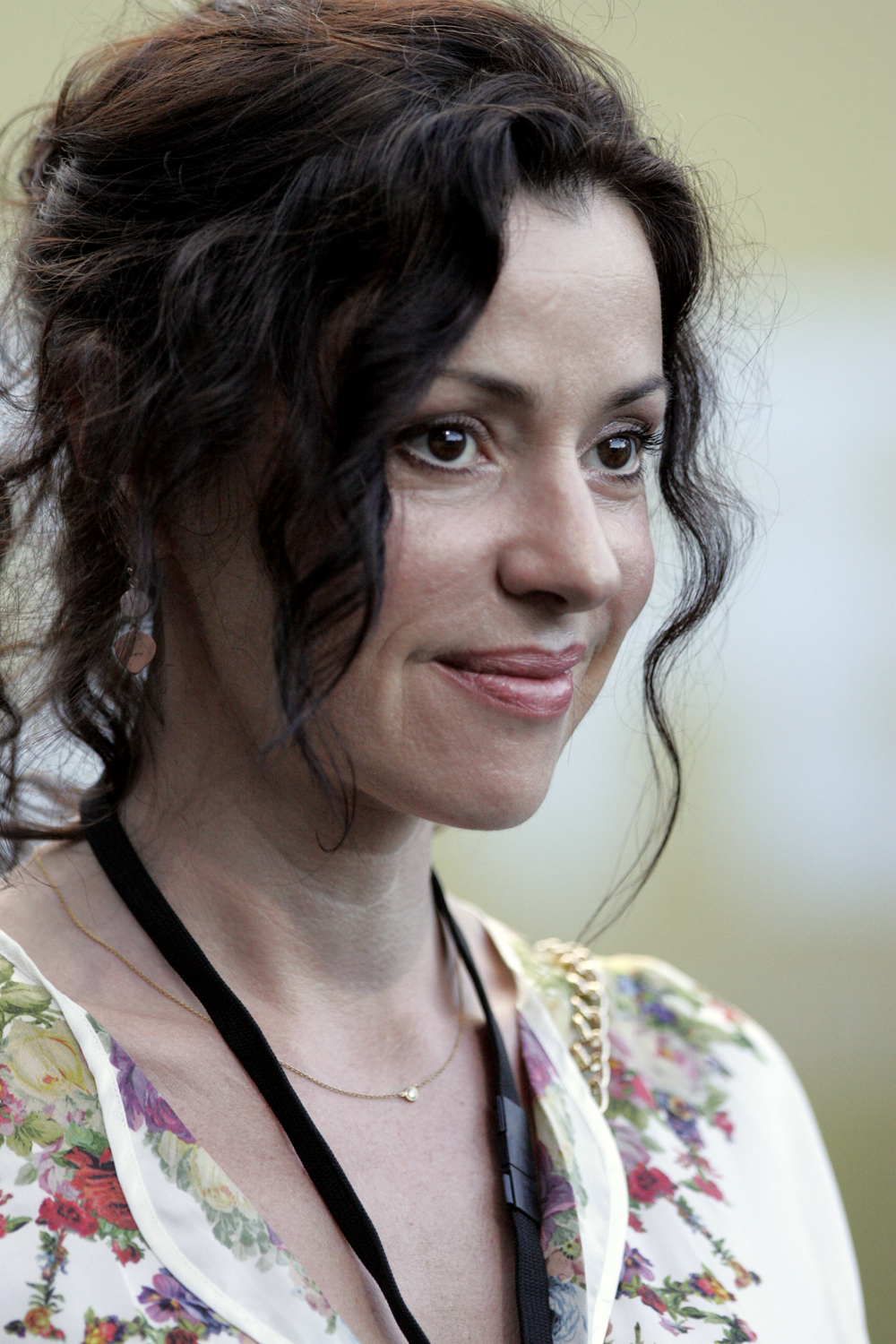
Tina Arena (2013)

Tina Arenas Karriere begann bereits mit sieben Jahren in der TV-Show Young Talent Time. Als Teenager nahm Arena 1985 ihre erste Solosingle Turn Up the Beat auf. Ihr Durchbruch als Sängerin gelang ihr in Australien im Jahre 1990 als der Dance-Pop-Titel I Need Your Body Platz drei der australischen Singlecharts erreichte. Der Song stammt aus ihrem Solodebüt Strong As Steel, das noch im selben Jahr veröffentlicht wurde.
Im Jahr 1995 hatte Arena den internationalen Durchbruch mit dem Titel Chains, der in Großbritannien ein Top-10-Hit war und auch in den USA und Deutschland in die Charts kam. Weniger erfolgreiche Hits wie Heaven Help My Heart, Show Me Heaven und Sorrento Moon folgten. Im Jahr 1998 sang sie im Duett mit Marc Anthony den der Feder des Produzenten James Horner entstammenden Song I Want to Spend My Lifetime Loving You, die Titelmusik des Kinofilms Die Maske des Zorro, der insbesondere im Frankreich ein großer Hit war. Dies führte dazu, dass Arena auch in französischer Sprache Lieder aufnahm, die millionenfach verkauft wurden. Dazu zählt die mit Platin ausgezeichnete Single Aller plus haut, die 1999 auf Platz zwei der französischen Charts landete. Es folgten Hits wie Les 3 cloches (2000), Aimer jusqu’à l’impossible (2005), Je m’appelle Bagdad (2006) und Entends-tu le monde? (2008), allesamt Top-10-Erfolge in Frankreich.
Ab Mitte der 1990er Jahre erreichten drei von Arena geschriebene Lieder durch Coverversionen die Country-Hitlisten der USA. Wynonna Judd erreichte 1996 mit Heaven Help My Heart die Top 15, Terri Clark hatte mit Unsung Hero einen kleinen Erfolg und Jo Dee Messina landete mit Burn sogar auf Platz zwei der Country-Charts. Im darauf folgenden Jahrzehnt nahmen weitere Country-Sängerinnen wie Pam Tillis (If I Didn’t Love You, 2001), LeAnn Rimes (You Made Me Find Myself, 2002) oder Kellie Coffey (Love’s Funny That Way, 2002) Lieder von Arena auf. In Europa folgten unter anderem Barbara Dex (Closer to You, 2000) oder Jill Johnson (Only in Your Dreams, 2000) dem Beispiel ihrer US-amerikanischen Kolleginnen und nahmen ihrerseits Titel von Arena auf.
Arena sang bei der Eröffnungsfeier der Olympischen Sommerspiele 2000 in Sydney den Song The Flame. In Paris sang sie 2011 auf dem Podium der Tour de France nach dem Gesamtsieg ihres Landsmanns Cadel Evans die Australische Nationalhymne.
Im Oktober 2013 erschien ihre Autobiografie Now I Can Dance, die nach dem gleichnamigen Hit aus dem Jahre 1998 benannt ist und ihr 40-jähriges Jubiläum in der Musikindustrie einläutete. Parallel erschien ihr zehntes Studioalbum Reset.
2015 wurde Arena mit der Aufnahme in die ARIA Hall of Fame geehrt.
Im April 2018 veröffentlichte Arena ihr zwölftes Studioalbum Quand tout recommence in Frankreich. Ende desselben Jahres trat sie im Opernhaus Sydney in der Titelrolle des Musicals Evita auf.

## Privat
Tina Arena war von 1995 bis 1999 mit ihrem ehemaligen Manager und Produzenten Ralph Carr verheiratet. Seit 2000 ist sie mit dem Franzosen Vincent Mancini liiert. Sie haben einen gemeinsamen Sohn. Gemeinsam lebten sie einige Jahre in Paris, bevor Arena 2017 mit ihrer Familie zurück nach Melbourne zog.

## Diskografie

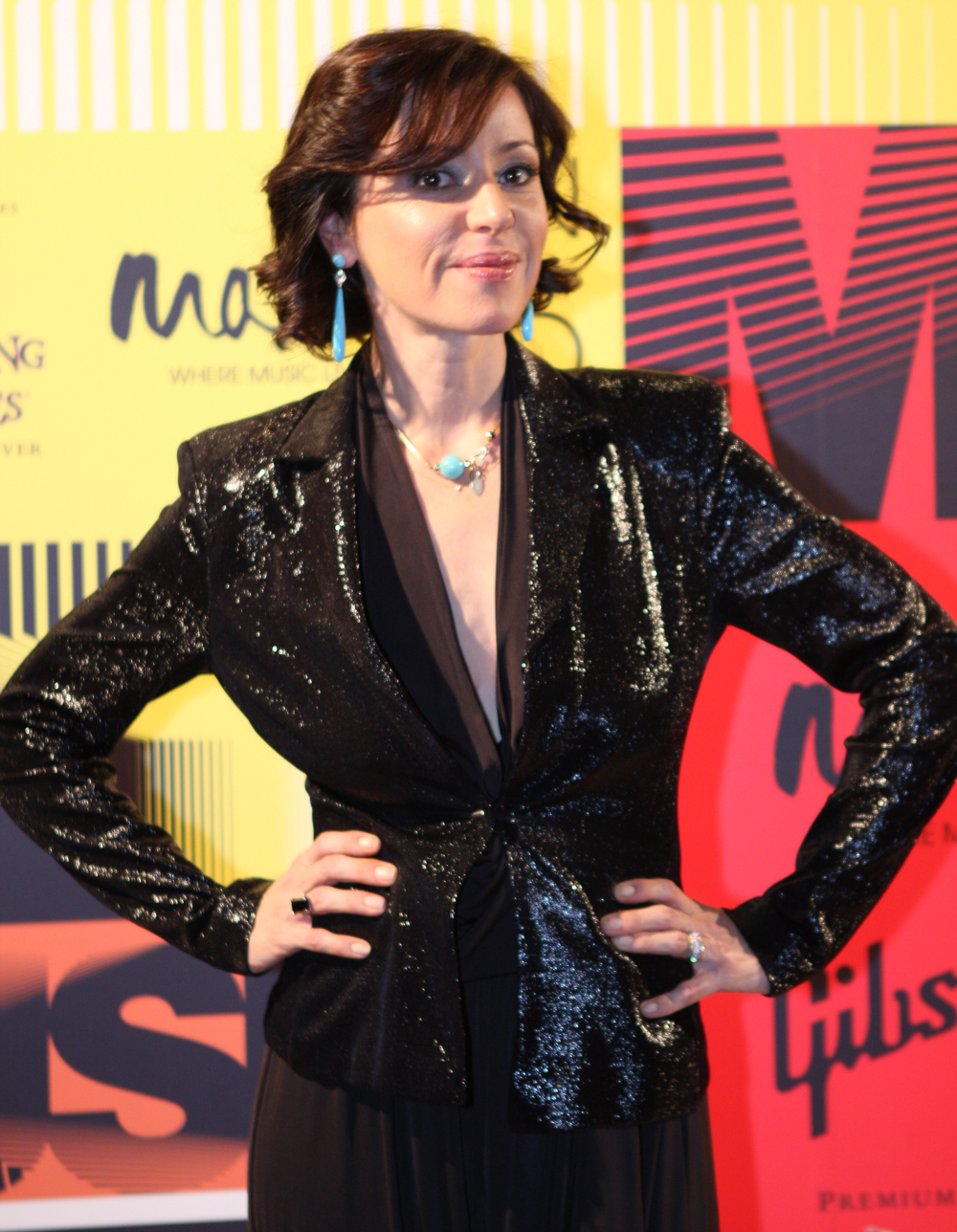
Tina Arena (2012)

### Alben
| Jahr | Titel                           | Höchstplatzierung, Gesamtwochen, AuszeichnungChartplatzierungen (Jahr, Titel, Platzierungen, Wochen, Auszeichnungen, Anmerkungen) | Höchstplatzierung, Gesamtwochen, AuszeichnungChartplatzierungen (Jahr, Titel, Platzierungen, Wochen, Auszeichnungen, Anmerkungen) | Höchstplatzierung, Gesamtwochen, AuszeichnungChartplatzierungen (Jahr, Titel, Platzierungen, Wochen, Auszeichnungen, Anmerkungen) | Höchstplatzierung, Gesamtwochen, AuszeichnungChartplatzierungen (Jahr, Titel, Platzierungen, Wochen, Auszeichnungen, Anmerkungen) | Höchstplatzierung, Gesamtwochen, AuszeichnungChartplatzierungen (Jahr, Titel, Platzierungen, Wochen, Auszeichnungen, Anmerkungen) | Höchstplatzierung, Gesamtwochen, AuszeichnungChartplatzierungen (Jahr, Titel, Platzierungen, Wochen, Auszeichnungen, Anmerkungen) | Höchstplatzierung, Gesamtwochen, AuszeichnungChartplatzierungen (Jahr, Titel, Platzierungen, Wochen, Auszeichnungen, Anmerkungen) | Anmerkungen                                         |
| Jahr | Titel                           | AU | DE | CH | UK | US | FR | BEW | Anmerkungen                                         |
| ---- | ------------------------------- | --- | --- | --- | --- | --- | --- | --- | --------------------------------------------------- |
| 1990 | Strong As Steel                 | AU17 (6 Wo.)AU | — | — | — | — | — | — | Erstveröffentlichung: 29. Oktober 1990              |
| 1994 | Don’t Ask                       | AU1 ×10Zehnfachplatin · (83 Wo.)AU                                                                                                | DE65 (9 Wo.)DE | CH32 (6 Wo.)CH | UK11 Gold · (19 Wo.)UK | US101 (8 Wo.)US | — | — | Erstveröffentlichung: 21. November 1994             |
| 1997 | In Deep                         | AU1 ×3Dreifachplatin · (45 Wo.)AU                                                                                                 | — | CH31 Gold · (30 Wo.)CH | — | — | FR3 ×3Dreifachplatin · (88 Wo.)FR                                                                                                 | BEW6 Gold · (31 Wo.)BEW | Erstveröffentlichung: 18. August 1997               |
| 2000 | Souvenirs                       | AU37 Gold · (5 Wo.)AU | — | — | — | — | — | — | Erstveröffentlichung: 30. Oktober 2000 Kompilation  |
| 2001 | Just Me                         | AU7 Gold · (4 Wo.)AU | — | CH67 (3 Wo.)CH | — | — | FR47 Gold · (44 Wo.)FR | — | Erstveröffentlichung: 2. August 2001                |
| 2003 | Vous êtes toujours là           | — | — | — | — | — | FR31 (9 Wo.)FR | — | Erstveröffentlichung: 22. April 2003 Livealbum      |
| 2004 | Greatest Hits 1994-2004         | AU10 Platin · (9 Wo.)AU | — | — | — | — | — | — | Erstveröffentlichung: 29. November 2004 Kompilation |
| 2005 | Un autre univers                | — | — | CH69 (8 Wo.)CH | — | — | FR9 Platin · (78 Wo.)FR | BEW24 (53 Wo.)BEW | Erstveröffentlichung: 2. Dezember 2015              |
| 2007 | Songs of Love & Loss            | AU3 Platin · (12 Wo.)AU | — | — | — | — | — | — | Erstveröffentlichung: 2. Dezember 2007              |
| 2008 | 7 vies                          | — | — | CH56 (4 Wo.)CH | — | — | FR12 (15 Wo.)FR | BEW16 (21 Wo.)BEW | Erstveröffentlichung: 25. Januar 2008               |
| 2008 | Songs of Love & Loss 2          | AU12 Gold · (9 Wo.)AU | — | — | — | — | — | — | Erstveröffentlichung: 17. November 2008             |
| 2009 | The Best & Le meilleur          | — | — | — | — | — | — | BEW11 (23 Wo.)BEW | Erstveröffentlichung: 27. März 2009 Kompilation     |
| 2010 | Live: The Onstage Collection    | AU22 (1 Wo.)AU | — | — | — | — | — | — | Erstveröffentlichung: 15. Januar 2010 Kompilation   |
| 2013 | Reset                           | AU4 Platin · (19 Wo.)AU | — | — | — | — | — | — | Erstveröffentlichung: 18. Oktober 2013              |
| 2015 | Love and Loss                   | — | — | — | — | — | FR31 (6 Wo.)FR | — | Erstveröffentlichung: 18. Mai 2015                  |
| 2015 | Eleven                          | AU2 Gold · (11 Wo.)AU | — | — | — | — | — | — | Erstveröffentlichung: 13. November 2015             |
| 2017 | Greatest Hits & Interpretations | AU2 Gold · (14 Wo.)AU | — | — | — | — | — | — | Kompilation                                         |
| 2018 | Quand tout recommence           | — | — | — | — | — | FR62 (4 Wo.)FR | BEW46 (11 Wo.)BEW | Erstveröffentlichung: 6. April 2018                 |
| 2023 | Love Saves                      | AU2 (1 Wo.)AU | — | — | — | — | — | — |                                                     |

grau schraffiert: keine Chartdaten aus diesem Jahr verfügbar
Weitere Alben
- 1977: Tiny Tina und Little John (Pisces, zusammen mit Johnny Bowles)
- 2005: Greatest Hits Live (Columbia, CD+DVD)
- 2009: The Peel Me Sessions 2003 (nur auf Tina Arenas Website erhältlich)
- 2010: Tina Arena Live: The Onstage Collection (Liberation, CD+DVD)
- 2012: Symphony of Life (Ambition, 2CD+1DVD)

### Singles
| Jahr | Titel Album                                                 | Höchstplatzierung, Gesamtwochen, AuszeichnungChartplatzierungen (Jahr, Titel, Album, Platzierungen, Wochen, Auszeichnungen, Anmerkungen) | Höchstplatzierung, Gesamtwochen, AuszeichnungChartplatzierungen (Jahr, Titel, Album, Platzierungen, Wochen, Auszeichnungen, Anmerkungen) | Höchstplatzierung, Gesamtwochen, AuszeichnungChartplatzierungen (Jahr, Titel, Album, Platzierungen, Wochen, Auszeichnungen, Anmerkungen) | Höchstplatzierung, Gesamtwochen, AuszeichnungChartplatzierungen (Jahr, Titel, Album, Platzierungen, Wochen, Auszeichnungen, Anmerkungen) | Höchstplatzierung, Gesamtwochen, AuszeichnungChartplatzierungen (Jahr, Titel, Album, Platzierungen, Wochen, Auszeichnungen, Anmerkungen) | Höchstplatzierung, Gesamtwochen, AuszeichnungChartplatzierungen (Jahr, Titel, Album, Platzierungen, Wochen, Auszeichnungen, Anmerkungen) | Höchstplatzierung, Gesamtwochen, AuszeichnungChartplatzierungen (Jahr, Titel, Album, Platzierungen, Wochen, Auszeichnungen, Anmerkungen) | Höchstplatzierung, Gesamtwochen, AuszeichnungChartplatzierungen (Jahr, Titel, Album, Platzierungen, Wochen, Auszeichnungen, Anmerkungen) | Anmerkungen                                                                               |
| Jahr | Titel Album                                                 | AU | DE | AT | CH | UK | US | FR | BEW | Anmerkungen                                                                               |
| ---- | ----------------------------------------------------------- | --- | --- | --- | --- | --- | --- | --- | --- | ----------------------------------------------------------------------------------------- |
| 1990 | I Need Your Body Strong as Steel                            | AU3 Platin · (17 Wo.)AU | — | — | — | — | — | — | — |                                                                                           |
| 1990 | The Machine’s Breaking Down Strong as Steel                 | AU23 (9 Wo.)AU | — | — | — | — | — | — | — | Erstveröffentlichung: 5. August 1990                                                      |
| 1990 | Strong As Steel Strong as Steel                             | AU30 (5 Wo.)AU | — | — | — | — | — | — | — | Erstveröffentlichung: 28. Oktober 1990                                                    |
| 1994 | Chains Don’t Ask                                            | AU4 ×2Doppelplatin · (21 Wo.)AU | DE68 (9 Wo.)DE | — | — | UK6 Silber · (11 Wo.)UK | US38 (12 Wo.)US | — | — | Erstveröffentlichung: 5. September 1994                                                   |
| 1995 | Sorrento Moon (I Remember) Don’t Ask                        | AU7 Platin · (18 Wo.)AU | DE86 (10 Wo.)DE | AT20 (9 Wo.)AT | — | UK22 (4 Wo.)UK | — | — | — | Erstveröffentlichung: 6. Februar 1995                                                     |
| 1995 | Heaven Help My Heart Don’t Ask                              | AU22 Gold · (15 Wo.)AU | DE77 (10 Wo.)DE | — | — | UK25 (5 Wo.)UK | — | — | — | Erstveröffentlichung: 29. Mai 1995                                                        |
| 1995 | Wasn’t It Good … Don’t Ask                                  | AU11 Gold · (16 Wo.)AU | — | — | — | — | — | — | — |                                                                                           |
| 1995 | Show Me Heaven Don’t Ask                                    | — | DE78 (9 Wo.)DE | — | — | UK29 (5 Wo.)UK | — | — | — | Erstveröffentlichung: 20. November 1995                                                   |
| 1996 | That’s the Way a Woman Feels Don’t Ask                      | AU31 (6 Wo.)AU | — | — | — | — | — | — | — | Erstveröffentlichung: 25. Februar 1996                                                    |
| 1997 | Burn In Deep                                                | AU2 Platin · (16 Wo.)AU | — | — | — | UK47 (2 Wo.)UK | — | — | — | Erstveröffentlichung: 14. Juli 1997 in UK erst 1999 in den Charts                         |
| 1997 | If I Didn’t Love You In Deep                                | AU41 (8 Wo.)AU | — | — | — | — | — | — | — | Erstveröffentlichung: 3. November 1997                                                    |
| 1998 | Whistle Down the Wind In Deep                               | — | — | — | — | UK24 (5 Wo.)UK | — | — | — | Erstveröffentlichung: 8. Juni 1998                                                        |
| 1998 | I Want to Know What Love Is In Deep                         | AU36 (2 Wo.)AU | — | — | — | — | — | FR13 Silber · (21 Wo.)FR | BEW39 (1 Wo.)BEW |                                                                                           |
| 1998 | I Want to Spend My Lifetime Loving You In Deep              | — | — | AT38 (2 Wo.)AT | CH34 (7 Wo.)CH | — | — | FR3 Gold · (27 Wo.)FR | BEW9 Gold · (13 Wo.)BEW | Erstveröffentlichung: 25. September 1998 mit Marc Anthony                                 |
| 1998 | Now I Can Dance In Deep                                     | AU13 Gold · (16 Wo.)AU | — | — | — | — | — | — | — | Erstveröffentlichung: 1. Oktober 1998                                                     |
| 1998 | If I Was a River In Deep                                    | — | — | — | — | UK43 (2 Wo.)UK | — | — | — |                                                                                           |
| 1999 | Aller plus haut In Deep                                     | — | — | — | CH96 (1 Wo.)CH | — | — | FR2 Platin · (40 Wo.)FR | BEW1 Gold · (21 Wo.)BEW | Erstveröffentlichung: Dezember 1999                                                       |
| 2000 | Segnali di fumo In Deep                                     | — | — | — | — | — | — | FR78 (3 Wo.)FR | — | mit Luca Barbarossa                                                                       |
| 2000 | Les trois cloches In Deep                                   | — | — | — | CH49 (2 Wo.)CH | — | — | FR4 Gold · (19 Wo.)FR | BEW1 Platin · (20 Wo.)BEW |                                                                                           |
| 2000 | Live for the One I Love Notre Dame de Paris                 | AU63 (2 Wo.)AU | — | — | — | — | — | — | — |                                                                                           |
| 2001 | Soul Mate #9 Just Me                                        | AU22 (7 Wo.)AU | — | — | CH77 (2 Wo.)CH | — | — | — | — | Erstveröffentlichung: 10. November 2001                                                   |
| 2002 | Dare You to Be Happy Just Me                                | AU43 (1 Wo.)AU | — | — | — | — | — | — | — | Erstveröffentlichung: 14. Januar 2002                                                     |
| 2002 | Symphony of Life / Symphonie de l’âme Just Me               | AU8 (7 Wo.)AU | — | — | — | — | — | FR48 (5 Wo.)FR | — | Erstveröffentlichung: 16. September 2001                                                  |
| 2002 | Tu es toujours là Just Me                                   | — | — | — | — | — | — | FR11 Silber · (19 Wo.)FR | BEW15 (11 Wo.)BEW | Erstveröffentlichung: 12. November 2001                                                   |
| 2003 | Never (Past Tense) Vous êtes toujours là                    | — | — | — | — | UK42 (2 Wo.)UK | US97 (5 Wo.)US | — | — | Erstveröffentlichung: 31. März 2003 The Roc Project featuring Tina Arena                  |
| 2003 | Je te retrouve un peu Vous êtes toujours là                 | — | — | — | — | — | — | FR44 (9 Wo.)FR | — | Erstveröffentlichung: 28. April 2003 mit Jay                                              |
| 2004 | Italian Love Song Greatest Hits 1994–2004                   | AU33 (2 Wo.)AU | — | — | — | — | — | — | — | Erstveröffentlichung: 11. November 2004                                                   |
| 2005 | Aimer jusqu’à l’impossible Un autre univers                 | — | — | — | CH16 (25 Wo.)CH | — | — | FR3 Platin · (30 Wo.)FR | BEW1 Gold · (28 Wo.)BEW | Erstveröffentlichung: 11. November 2005                                                   |
| 2006 | Je m’appelle Bagdad Un autre univers                        | — | — | — | — | — | — | FR6 Silber · (23 Wo.)FR | BEW8 (22 Wo.)BEW | Erstveröffentlichung: 19. Mai 2006                                                        |
| 2006 | Tu aurais dû me dire (Oser parler d’amour) Un autre univers | — | — | — | CH44 (15 Wo.)CH | — | — | FR37 (19 Wo.)FR | BEW36 (1 Wo.)BEW | Erstveröffentlichung: 30. Oktober 2006                                                    |
| 2008 | Entends-tu le monde? 7 vies                                 | — | — | — | — | — | — | FR10 (18 Wo.)FR | BEW32 (6 Wo.)BEW | Erstveröffentlichung: 11. Februar 2008                                                    |
| 2013 | You Set Fire to My Life Reset                               | AU38 (1 Wo.)AU | — | — | — | — | — | — | — | Erstveröffentlichung: 27. September 2013                                                  |
| 2013 | Only Lonely Reset                                           | AU32 (3 Wo.)AU | — | — | — | — | — | — | — |                                                                                           |
| 2015 | Chains –                                                    | AU14 (1 Wo.)AU | — | — | — | — | — | — | — | Erstveröffentlichung: 26. November 2015 mit Jessica Mauboy & The Veronicas Original: 1994 |

grau schraffiert: keine Chartdaten aus diesem Jahr verfügbar

### Videoalben
- 2004: Greatest Hits 1994-2004 (AU: Platin)
- 2005: Greatest Hits - Live (AU: Platin)

## Auszeichnungen für Musikverkäufe
| 2× Platin-Schallplatte - Neuseeland - 1997: für das Album Don’t Ask |

Anmerkung: Auszeichnungen in Ländern aus den Charttabellen bzw. Chartboxen sind in ebendiesen zu finden.
| Land/RegionAuszeichnungen für Musikverkäufe (Land/Region, Auszeichnungen, Verkäufe, Quellen) | Silber     | Gold       | Platin       | Verkäufe  | Quellen                     |
| -------------------------------------------------------------------------------------------- | ---------- | ---------- | ------------ | --------- | --------------------------- |
| Australien (ARIA)                                                                            | —          | 8× Gold8   | 23× Platin23 | 1.780.000 | aria.com.au                 |
| Belgien (BRMA)                                                                               | —          | 4× Gold4   | Platin1      | 150.000   | ultratop.be                 |
| Frankreich (SNEP)                                                                            | 3× Silber3 | 3× Gold3   | 6× Platin6   | 2.600.000 | infodisc.fr snepmusique.com |
| Neuseeland (RMNZ)                                                                            | —          | —          | 2× Platin2   | 30.000    | Einzelnachweise             |
| Schweiz (IFPI)                                                                               | —          | Gold1      | —            | 25.000    | hitparade.ch                |
| Vereinigtes Königreich (BPI)                                                                 | Silber1    | Gold1      | —            | 300.000   | bpi.co.uk                   |
| Insgesamt                                                                                    | 4× Silber4 | 17× Gold17 | 32× Platin32 |           |                             |